# Vaabina
Vaabina är en ort i Estland. Den ligger i Urvaste kommun och landskapet Võrumaa, i den södra delen av landet, 210 km sydost om huvudstaden Tallinn. Vaabina ligger 105 meter över havet och antalet invånare är 224.
Terrängen runt Vaabina är platt. Runt Vaabina är det glesbefolkat, med 10 invånare per kvadratkilometer. Närmaste större samhälle är Vana-Antsla, 4,8 km väster om Vaabina. Omgivningarna runt Vaabina är en mosaik av jordbruksmark och naturlig växtlighet.